# Città chiusa
Le città chiuse sono località sottoposte a particolari restrizioni d'accesso e di residenza e di segretezza. L'ingresso in città chiuse è precluso agli estranei, se non per giustificati motivi di lavoro autorizzati. Le città chiuse, oltre che in Russia (e in generale della Comunità degli Stati Indipendenti, composta da nove ex repubbliche dell'Unione Sovietica), esistono anche in Cina, Arabia Saudita, Sudafrica e negli Stati Uniti d'America.

## Nell'Unione Sovietica
Vennero fondate a partire dalla fine degli anni quaranta, con l'eufemistico nome di "caselle postali", in riferimento alla pratica di indirizzare la posta per esse tramite caselle postali in altre città, e ricadevano in due distinte categorie:
- la prima comprendeva comunità che ospitavano strutture militari, industriali o scientifiche sensibili, come fabbriche di armamenti o siti di ricerca nucleare. In questa categoria troviamo le città di Perm', centro per la produzione di carri armati; Gor'kij, dove venne esiliato il dissidente Andrej Sacharov allo scopo di limitargli i contatti con gli stranieri, e Vladivostok, base della Flotta Sovietica del Pacifico.
- la seconda consisteva in città di confine[1] chiuse per motivi di sicurezza. Aree chiuse paragonabili esistevano anche al di fuori del blocco sovietico. Per esempio, una consistente area situata lungo il confine tra le due Germanie, e un'altra situata tra il confine della Germania Ovest e della Cecoslovacchia.

La scelta di queste città chiuse veniva fatta sulla base delle caratteristiche geografiche del luogo. Venivano spesso fondate in luoghi remoti nel profondo degli Urali e della Siberia, al di fuori dalla portata dei bombardieri nemici. Venivano costruite vicino a laghi e fiumi, utilizzati per fornire grandi quantità di acqua, necessaria all'industria pesante e alla tecnologia nucleare. Gli insediamenti civili preesistenti situati nelle vicinanze venivano spesso usati come fonte di lavoro per le costruzioni. Anche se la chiusura delle città aveva origine come misura strettamente temporanea, nella pratica le città chiuse fecero perennemente vita a sé stante diventando una peculiare caratteristica istituzionale del sistema sovietico.
Gli spostamenti da e verso le aree chiuse erano strettamente controllati. Agli stranieri era proibito entrarvi e i cittadini sovietici erano sottoposti a forti restrizioni. Necessitavano di permessi speciali sia per recarvisi che per andarsene, e a chiunque avesse voluto rimanere veniva richiesto di sottoporsi ad una verifica da parte dell'NKVD o delle agenzie successive. Il controllo dell'accesso ad alcune città chiuse era attuato in modo visibile, circondandole con barriere di filo spinato e pattugliate da guardie armate.
La politica di chiusura di queste città subì importanti cambiamenti tra la fine degli anni ottanta e i primi anni novanta. Alcune città, come Perm', vennero aperte ben prima della dissoluzione dell'Unione Sovietica; altre, come Kaliningrad e Vladivostok, rimasero chiuse fino al 1992. L'adozione di una nuova costituzione della Federazione Russa, nel 1993, portò a significative riforme nello status delle città chiuse, ribattezzate "formazioni amministrativo-territoriali chiuse" (o ZATO, secondo l'acronimo russo).

### Russia
Attualmente in Russia ci sono quarantadue città chiuse pubblicamente riconosciute, con una popolazione totale di circa 1,5 milioni di persone. Per tre quarti sono amministrate dal Ministero della difesa, mentre le restanti sono amministrate dall'Agenzia Federale Russa per l'Energia Atomica, l'ex Ministero per l'energia atomica (Minatom). Si ritiene esista un'altra quindicina di città chiuse, ma i loro nomi e localizzazioni non sono stati mai resi noti al pubblico.
Il numero delle città chiuse note in Russia è definito per decreto governativo. Queste comprendono:
- Baschiria — Mežgor'e;
- Territorio dell'Altaj — Sibirskij;
- Territorio della Kamčatka — Viljučinsk;
- Territorio di Krasnojarsk — Zelenogorsk, Noril'sk, Dudinka, Talnach, Kajerkan e Dikson;
- Territorio del Litorale — Bol'šoj Kamen' e Fokino;
- Territorio di Perm' — Zvëzdnyj;
- Territorio della Transbajkalia — Gornyj;
- Oblast' dell'Amur — Ciolkovskij;
- Oblast' di Arcangelo — Mirnyj;
- Oblast' di Astrachan' — Kapustin Jar, Znamensk;
- Oblast' di Čeljabinsk — Ozërsk, Snežinsk e Trëchgornyj;
- Oblast' di Kirov — Pervomajskij;
- Oblast' di Mosca — Città delle Stelle, Krasnoznamensk, Molodëžnyj, Vlasicha, Voschod;
- Oblast' di Murmansk — Gadžievo, Ostrovnoj, Poljarnyj, Severomorsk, Snežnogorsk e Zaozërsk;
- Oblast' di Nižnij Novgorod — Sarov;
- Oblast' di Orenburg — Komarovskij;
- Oblast' di Penza — Zarečnyj;
- Oblast' di Saratov — Šichany;
- Oblast' di Sverdlovsk — Lesnoj, Novoural'sk;
- Oblast' di Tomsk — Seversk;
- Oblast' di Tver' — Ozyornyj, Solnechny;
- Oblast' di Vladimir — Radužnyj.

Alcune di queste sono aperte agli investimenti stranieri, ma il loro ingresso è comunque limitato a soggetti noti ed espressamente autorizzati. Un esempio di ciò è la Nuclear Cities Initiative (NCI), uno sforzo congiunto della National Nuclear Security Administration statunitense e del Minatom, che coinvolge in parte le città di Sarov, Snežinsk, e Železnogorsk.
Il numero di città chiuse è stato significativamente ridotto a partire dalla metà degli anni novanta. Ad ogni modo, a partire dal 30 ottobre 2001 gli accessi di stranieri sono stati formalmente vietati nelle città settentrionali di Noril'sk, Talnach, Kajerkan, Dudinka e Igarka, mentre gli accessi sono ammessi per i cittadini russi e bielorussi (che sono, questi ultimi, per la situazione di rapporto politico con la Federazione Russa, temporaneamente considerati "non stranieri"). I cittadini russi (e bielorussi) che intendono visitare queste città necessitano comunque di un "permesso di viaggio", registrato e convalidato dai sistemi di sicurezza. La motivazione è legata al fatto che in questi territori vi sono risorse minerarie di notevole importanza e lo scopo è salvaguardarle da possibili interferenze straniere.

### Kazakistan
In Kazakistan esistono due città chiuse sotto amministrazione russa. Si tratta di Baıqońyr, una città costruita per servire il cosmodromo di Bajkonur, e Kurchatov, nei pressi del poligono nucleare di Semipalatinsk.

### Ucraina
L'Ucraina possedeva due città chiuse: il porto di Sebastopoli in Crimea e la città industriale di Dnipro. Le limitazioni ai viaggi vennero revocate a metà degli anni novanta.

### Estonia
Esistevano due città chiuse in Estonia: Sillamäe e Paldiski. Come tutte le altre città industriali, la loro popolazione era in maggioranza di madrelingua russa. Sillamäe era il sito di un impianto chimico che produceva combustibile nucleare e materiali nucleari per le centrali nucleari sovietiche e per le fabbriche di armi, e rimase chiusa fin quando l'Estonia non riottenne la sua indipendenza nel 1991. Nella città di Paldiski si trovava un centro di addestramento per i sottomarini nucleari della marina militare sovietica e restò chiusa fino al 1994, quando salpò l'ultima nave da guerra sovietica.

## Arabia Saudita
In Arabia Saudita le città di Mecca e Medina sono precluse ai non musulmani.